# ألفرد دوغلاس
ألفرد دوغلاس (بالإنجليزية: Alfred Douglas)‏ (26 مارس 1899 في المملكة المتحدة - ) هو لاعب كرة قدم بريطاني (وحمل سابقاً جنسية المملكة المتحدة لبريطانيا العظمى وأيرلندا) في مركز جناح ‏. لعب مع كريستال بالاس ونادي برينتفورد ونيوكاسل يونايتد وكروك تاون ‏ وWest Stanley F.C. ‏.